# Tamera Mowry
Tamera Darvette Mowry, nota come Tamera Mowry o Tamera Mowry-Housley (Gelnhausen, 6 luglio 1978), è un'attrice statunitense.
Ha raggiunto la fama per aver interpretato il ruolo di Camryn Barnes insieme alla sua sorella gemella Tia nel film Disney per la televisione Twitches - Gemelle streghelle.

## Biografia

### Nascita
Mowry è nata a Gelnhausen, Germania, da Darlene Flowers, che dirige la carriera delle sue figlie e che fa anche la guardia del corpo, e da Timothy Mowry. Sua madre è afro-americana con origini Bahamiane, mentre suo padre è anglo-americano; i due si incontrarono per la prima volta al liceo a Miami.
È la sorella più grande tra Tavior e Tahj Mowry. È più grande di sua sorella gemella, Tia, di soli due minuti.

### Carriera
Tamera e Tia sono state membri del gruppo musicale Voices all'inizio degli anni novanta.
Tra il 2004 e il 2006 ha ricoperto il ruolo della dottoressa Kyla Thornton nella serie tv ospedaliera Squadra Med - Il coraggio delle donne, trasmessa in Italia da Canale 5. Nella serie compare, come guest star in un episodio, anche la sorella Tia, che ha interpreta la gemella della sorella, affetta da problemi psichici.
Dopo la cancellazione della serie, Tamera e sua sorella hanno studiato psicologia alla Pepperdine University. Insieme sono apparse nel film The Hot Chick interpretando le cheerleader. Nel 2005, entrarono entrambe a far parte del cast del film Disney per la televisione Twitches - Gemelle streghelle, e nel sequel, Twitches - Gemelle streghelle 2, nel 2007.

## Vita privata
Nel 2011 ha sposato il giornalista Adam Housley; dopo il matrimonio, nei crediti appare come Tamera Mowry-Housley. Il 12 novembre 2012 nasce il loro primo figlio Aden John Tanner e il 1º luglio 2015, Tamera dà alla luce la secondogenita della coppia, Ariah Talea. È una lontana parente dell'attrice Jordana Brewster, essendo come lei discendente diretta di William Brewster, passeggero della Mayflower.

## Filmografia
- Twitches - Gemelle streghelle (Twitches), regia di Stuart Gillard – film TV (2005)
- Hollywood Horror: Allison (2008)
- Twitches - Gemelle streghelle 2 (Twitches Too!), regia di Stuart Gillard – film TV (2007)
- Seventeen Again: Young Grandma
- Family Guy: Esther/ Book Customer
- The Hot Chick: Sissy
- Something to Sing About: Lily
- Sister, Sister: Tamera Campbell
- Detention: Orangejella LaBe[5]
- Squadra Med - Il coraggio delle donne: Kayla Thornton